# No More Hollywood Endings
No More Hollywood Endings är det finländska heavy metal-bandet Battle Beasts femte studioalbum, utgivet i mars 2019 på Nuclear Blast Records och i Japan på Chaos Reigns. Titelspåret gavs ut som singel i januari samma år.
Liksom bandets två föregångsalbum nådde även No More Hollywood Endings förstaplatsen på den finska topplistan. Albumet nådde även 11:e plats på den tyska topplistan.
Musikvideor släpptes till titelspåret, "Eden" och "Endless Summer".

## Låtlista
1. "Unbroken" – 4:09
2. "No More Hollywood Endings" – 3:55
3. "Eden" – 4:00
4. "Unfairy Tales" – 3:33
5. "Endless Summer" – 3:38
6. "The Hero" – 4:13
7. "Piece of Me" – 3:40
8. "I Wish" – 4:26
9. "Raise Your Fists" – 6:10
10. "The Golden Horde" – 3:59
11. "World on Fire" – 4:04

Bonusspår på den japanska utgåvan
1. "Bent and Broken" – 3:51
2. "My Last Dream" – 3:51

## Medverkande
Musiker
- Noora Louhimo – sång
- Juuso Soinio – gitarr
- Joona Björkroth – gitarr
- Eero Sipilä – basgitarr
- Janne Björkroth – keyboard
- Pyry Vikki – trummor

Bidragande musiker
- Anna Tanskanen – violin
- Marjukka Kettunen – violin
- Jussi-Pekka Björkroth – flöjt
- Mikaela Palmu – violin
- Petteri Poijärvi – viola
- Johan Carlsson – cello
- Juuso Björkroth – klarinett
- Sari Deshayes – violin

Produktion
- Janne Björkroth – producent, inspelningstekniker, mixning
- Viktor Gullichsen – inspelningstekniker
- Joona Björkroth – inspelningstekniker
- Svante Forsbäck – mastering
- Ako Kiiski – arrangemang
- Elise Widemark – låttexter
- Jan Yrlund – omslagskonst, layout
- Jarmo Katila – foto